# Latour-Bas-Elne
Latour-Bas-Elne (la Torre d'Elna, en catalán) es una localidad y comuna francesa, situada en el departamento de Pirineos Orientales, región de Languedoc-Rosellón y comarca histórica del Rosellón.
Limita 
Sus habitantes reciben el gentilicio de Torrellans.

## Geografía

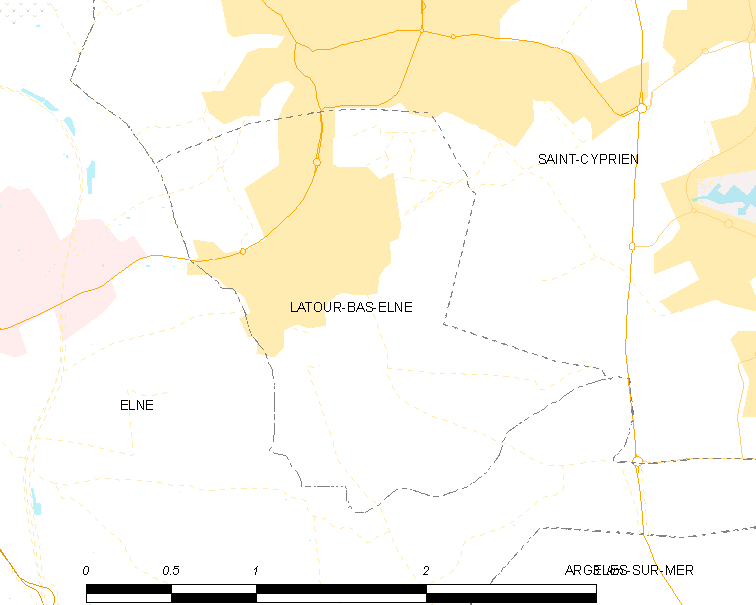
Situación de Latour-Bas-Elne

## Demografía
| 555 | 631 | 661 | 945 | 1346 | 1711 |
| Para los censos de 1962 a 1999 la población legal corresponde a la población sin duplicidades (Fuente: INSEE [Consultar]) |     |     |     |      |      |

## Lugares de interés
- Torre de vigilancia del siglo XVI, convertida en el campanario de la iglesia.